# Махасамунд (округ)
Махасамунд (англ. Mahasamund) — округ в индийском штате Чхаттисгарх. Образован 6 июля 1998 года. Административный центр — город Махасамунд. Площадь округа — 4789 км². По данным всеиндийской переписи 2001 года население округа составляло 860 257 человек. Уровень грамотности взрослого населения составлял 67 %, что выше среднеиндийского уровня (59,5 %). Доля городского населения составляла 11,4 %.